# Louis-Charles-Hippolyte Buhot
Pour les articles homonymes, voir Buhot.
Louis-Charles-Hippolyte Buhot est un sculpteur et médailleur français.

## Biographie
Louis-Charles-Hippolyte Buhot est né dans l'Ancien 9e arrondissement de Paris, le 8 septembre 1815. Il est le fils de Charles-Édouard Buhot et d'Annette Minière. Il a été élève de David d'Angers et entre à l'École des Beaux-Arts, le 31 mars 1832. Il débute au Salon de 1837 et expose pour la dernière fois en 1865 ; il habite alors à Paris, no 11, rue Neuve-Popincourt. Il meurt le 20 octobre 1865, no 16, rue Caffarelli dans le 3e arrondissement de Paris.

## Œuvres
- Portrait de Médaillon. Salon de 1837 (n° 1879).
- M. le baron F... Buste en plâtre. Salon de 1843 (n° 1402).
- M... Buste en plâtre. Salon de 1848 (n° 4645).
- M. C... Buste en plâtre. Salon de 1848 (n° 4646).
- Statuette en plâtre. Salon de 1848 (n° 4647).
- Corneille. Buste en plâtre commandé par le ministre de l'Intérieur le 12 octobre 1848, moyennant 600 francs. Ce buste fut refusé au Salon de 1849.
- Sara la baigneuse. Statue en plâtre. Salon de 1850 (n° 3201). Cette statue reparut en bronze galvanoplastique au Salon de 1852 (n° 1314).
- Un rêve de bonheur. Figure couchée en terre cuite. Salon de 1850 (n° 3202).
- Portrait de Mme de V... Statuette en plâtre. Salon de 1850 (no 3203).
- Portrait d'enfant. Médaillon en marbre. Salon de 1850 (n° 3204).
- La Vendange. Groupe en bronze. Salon de 1853 (n° 1249).
- L'Espérance nourrissant la chimère. Groupe en plâtre. Exposition universelle de 1855 (n° 4261).
- Irrequietus amor ! Groupe en galvano, imitation d'argent oxydé. Salon de 1857 (n° 2761).
- Portrait de Mme Buste en plâtre. Salon de 1859 (n° 3104).
- Vierge immaculée. Statue en pierre. Salon de 1861 (n° 3197).
- Baigneuse. Statue en bronze. Salon de 1861 (n° 3198).
- Mme J. R... Buste en terre cuite. Salon de 1863 (n° 2262).
- Mme Victoria Lafontaine, sociétaire de la Comédie-Française. Buste en terre cuite. Salon de 1863 (no 2263).
- Jupiter et Hébé. Groupe en plâtre. Salon de 1865 (n° 2885).